# Godsejerens Barnebarn
Godsejerens Barnebarn er en dansk stum dramafilm fra 1908 produceret af Nordisk Films Kompagni og instrueret af Viggo Larsen.
Filmen blev distribueret i tysktalende lander under titlen Der Enkel des Gutsbesitsers og i engelsktalende lande som The Farmer's Grandson.

## Handling
Godsinspektør Brun er en ond og brutal person, som altid skændes med arbejderne; men samtidig indynder han sig hos godsejerens datter Else, og det lykkes at få hende til at opgive sit smukke hjem og hendes gamle far for at følge ham. Året efter ser vi Else i et tarveligt værelse i en storby. Brun er nu lige så brutal mod Else, som han før var over for arbejderne; han skammer sig ikke engang over at tvinge hende til at opgive det sidste af hendes sparepenge, som han kan bruge på tvivlsomme fruentimmere, mens Else lige har født et barn.
Tolv år er gået. Brun har for længst forladt Else, som må forsørge sig selv og sin dreng, Charles, ved at sy. Charles vil ikke længere være en byrde for sin mor, og han forlader det lille hjem for at tage ud på landet for at tjene. Tilfældigvis kommer han til sin bedstefaders gods, hvor han får en stilling og hurtigt bliver snart den gamle godsejers favorit. En dag bliver Charles syg, og godsejeren tager ham med til sit eget værelse og lægger ham i seng der. En nat sniger Brun sig ind på stedet. Han er fuld og har til hensigt at myrde godsejeren. Charles hører en lyd, kigger ud af vinduet og forstår straks, hvad der foregår. I stedet for at alarmenre Godsejeren snupper han en revolver, som altid ligger på et lille bord ved siden af sengen, og lægger sig stille igen, som om han sover. Da Brun få øjeblikke senere bøjer sig over den gamle herres seng med kniven i sit bånd, affyrer Charles revolveren, og slynglen falder hårdt såret om. Charles får tilladelse til, at hans mor kan komme og se ham, og i den forbindelse skriver han et brev hjem til hende. Da Else modtager brevet og ser den velkendte adresse, tror hun, at hendes far har tilgivet hende, og skynder sig glad tilbage til sit gamle hjem. Men mødet mellem far og datter bliver ikke som forventet: den gamle herre vil ikke have noget med sin datter at gøre, men da hans lille redningsmand lægger fars og datters hænder i hinanden, kan godsejeren ikke længere modstå, han tilgiver hende og er nu glad for at have sine to kære i nærheden af sig.

## Medvirkende
- Agnes Nørlund Seemann, Godsejerens datter
- Aage Brandt, Godsinspektøren